# Sydlig nattergal
Sydlig nattergal (Luscinia megarhynchos) er en mindre spurvefugl, der er yngler i det central, sydlige og vestlige Europa, vestlige og central dele af Asien, og i Nordafrika, mens den overvintrer i det tropiske Afrika. På engelsk kaldes den blot nightingale, hvorimod den i Danmark langt mere almindelige nattergal (som ikke yngler i England) kaldes thrush nightingale. Det var typisk den sydlige nattergal der var basis for forskellige historier og eventyr. I Danmark er den sydlige nattergal en fåtallig besøgende om  foråret og sommeren, og første gang man registrerede at den ynglede i landet var i 2003. Dens udbredelse i det nordlige Tyskland ekspanderer, og på grund af klimaforandringer forventes det, at sydlig nattergal med tiden vil blive en regelmæssig ynglefugl i Danmark.
Både hannen og hunnen er brunlige og overses let, men arten har en høj og klar stemme, og den synger ofte om natten. I udseende, stemme og levevis minder den sydlige nattergal meget om nattergalen. Hvor deres udbredelse overlapper kan de sjældent hybridisere.